# Hang
Pour les articles homonymes, voir Hang (homonymie).
Le hang (prononciation allemande : [haŋ] ; pluriel : hanghang) est un instrument de musique acoustique de la famille des idiophones inventé par Felix Rohner et Sabina Schärer à Berne en Suisse en 2000. Le hang est un volume lenticulaire creux composé de deux coupelles métalliques embouties. La partie haute de l'instrument s'appelle le « ding », elle est constituée d'une note fondamentale et de sept ou huit notes l'entourant. La partie basse, « gu » est une surface lisse dotée d'un trou en son centre.
Le hang est à l'origine des handpans et, par antonomase, le mot « hang » est souvent utilisé à tort pour désigner l'ensemble des instruments de ce type, alors qu'il s'agit d'une marque déposée de l'entreprise PANArt de Rohner et Schärer.

## Origine

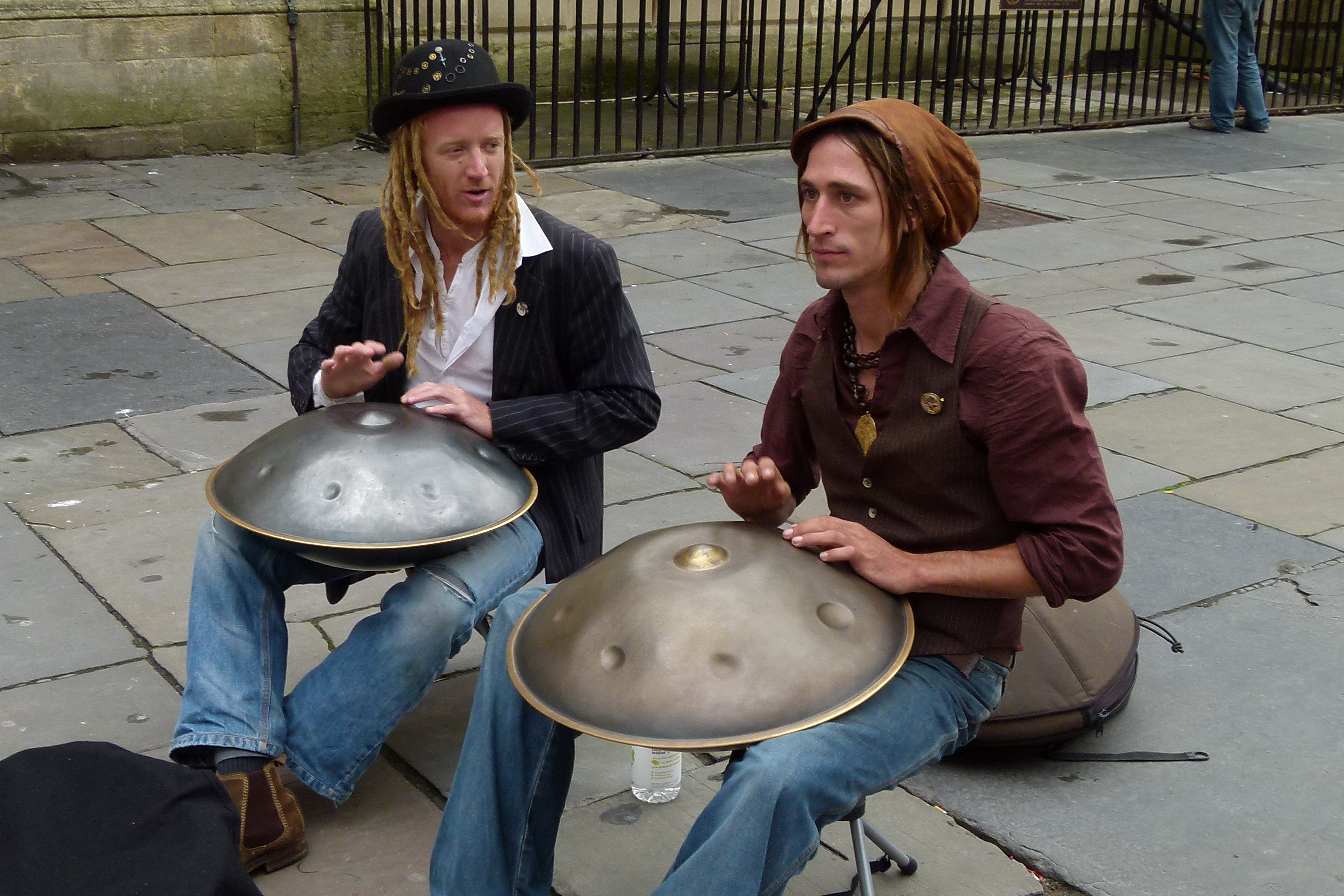
Le duo Hang Massive.

La démarche créatrice s'initie en 1976, lorsque Felix Rhohner, alors enseignant, entend pour la première fois le son du steel drum originaire de Trinité-et-Tobago. Il s'essaie immédiatement à la construction de cet instrument : « J'ai été bouleversé par l'énergie et la liberté qui s'en dégageaient. Dans ces îles, c'est un symbole d'indépendance et d'unité, devenu populaire avec l'abolition de l'esclavage. Le lendemain, j'ai essayé d'en fabriquer un avec de vieux bidons. »
Il fonde la société PANArt Hangbau AG basée à Berne, et est rejoint par sa compagne, Sabina. Ensemble, ils mettent au point une nouvelle technique de revêtement métallique et, aidés par des scientifiques spécialisés en acoustiques, ils renforcent la tôle afin d'obtenir « un nouveau type de résonance, plus chaleureux et harmonique ». Le « hang sculpture » apparait ainsi, qui synthétise ces recherches, l'étude de la forme des cloches de vaches ayant même contribué à la mise au point. Il est commercialisé à partir de 2001 et inaugure une dizaine d'autres modèles conçus par PANArt. Le handpan, baptisé hang par ses concepteurs, en référence à la main en suisse allemand, trouve sa filiation dans le ghatam ou ghara, pot à eau en terre cuite indien, détourné en instrument de musique au VIIIe siècle.
Devant le succès inattendu de cet instrument, que les créateurs n'avaient pas réellement souhaité, ces derniers ont dans un premier temps conditionné l'achat d'un instrument à l'envoi d'une lettre de motivation ainsi qu'au déplacement dans l'atelier en Suisse. À chaque achat, les fabricants font signer au client une clause de non-spéculation, dans laquelle il s'engage à ne pas le revendre plus cher. En effet, alors que les concepteurs le vendent entre 250 à 2 500 CHF, sa rareté fait qu'il se revend au prix minimum de 2 000 euros.
PANArt n'ayant pas déposé de brevet, près de 300 entreprises dans le monde se sont lancées dans la fabrication de cet instrument. Certaines sont des mauvaises contrefaçons, produites de manière industrielle et parfois vendues plus cher que le modèle original. Après quelques hésitations, PANArt a maintenu la fabrication du hang : près de 400 sortent de leur atelier chaque année, ce qui reste très inférieur à la demande du marché. En parallèle, les créateurs ont engagé des démarches juridiques pour protéger leurs droits d'auteur.

## Caractéristiques acoustiques
Le hang a été voulu, à l'origine, comme un instrument produisant des sons et non des notes. Selon David Rhohner, un des deux fils du couple, « la particularité du hang est qu'il ne produit pas de notes, mais de riches vibrations. Toute la structure est accordée sur 440 hertz. Nous parlons donc de structure sonore plutôt que d'instrument. » L'objectif initial qui était de trouver spontanément « sa propre musique intérieure [avec] un outil créatif, méditatif et spirituel », s'oppose à la tendance actuelle où les instruments sont plus standardisés, au sein d'une communauté qui codifie progressivement son apprentissage et son emploi.
Chaque hang peut être accordé dans une gamme qui lui est propre. La gamme pentatonique, par exemple, mais également des gammes au quart de ton, indonésiennes, iraniennes ou hongroises, certaines développées par Steve Shehan pour l'instrument.

## Techniques de jeu

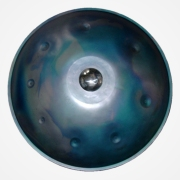
Un Hang en vue de dessus (2003).

Le joueur de hang pose généralement l'instrument sur ses genoux pour jouer. Il le fait ensuite résonner en tapant dessus avec la main et les doigts. L'instrument peut se jouer à deux mains, ce qui permet d'atteindre plusieurs notes.

## Exemples de son
|  |  |  |  |

## Dans la culture populaire
- Dans le vidéoclip Le désert[7] (2013), Jonathan Dassin joue du hang à plusieurs reprises sur scène.
- Le film My Sweet Pepper Land (2013) présente plusieurs scènes où l'actrice Golshifteh Farahani joue au hang des musiques qu'elle a composées elle-même.
- Dans le film La Vie d'Adèle : Chapitres 1 et 2 (2013), un joueur de hang, apparaît dans une scène.
- Dans la pièce de théâtre Pierre et Mohamed, le comédien jouant seul les deux rôles est accompagné sur scène par le metteur en scène Francesco Agnello qui joue du hang.
- Dans la pièce de théâtre Ici, il n'y a pas de Pourquoi, adaptation de l’œuvre Si c'est un Homme de Primo Levi par la compagnie Arkenciel, le comédien et metteur en scène Tony Harrisson est accompagné sur scène par le joueur de hang Guitòti.
- Dans la pièce de théâtre Le Petit Prince, adaptée par la compagnie Les Réverbères, la musique est jouée en live au hang par trois musiciens en alternance. Alexandre Jean, Guitòti et Vincent Cente.
- Le film documentaire Les multiples visages d'Emma Thompson (2016) comporte une bande originale composée avec du hang.
- Le film documentaire Le souffle du canon, réalisé par Nicolas Mingasson a vu sa bande originale composée et jouée par Guitòti.
- Pour le film Mica, le réalisateur a choisi d'inclure la percussion du hang pour apporter de la profondeur et de la poésie à son personnage principal. Pour la composition de la musique, il fait appel au groupe Hang Massive.